# Реформ торта
Реформ торта (понекад и у облику реформа) је чоколадни десерт богат орасима, који се конзумира у Србији и региону бивше Југославије. Реформ торта је класични колач у српској кухињи, и као такав присутан на јеловнику многих ресторана, и доступан у многим посластичарницама. Ова торта је чест избор за рођенданску или свадбену торту, а из основног рецепта изведене су многе варијанте. Рецепти за корице и за фил ове торте, саставни су део рецепата за многе друге торте српске кухиње.

## Припрема
Коре за ову торту праве се од беланаца и ораха, а фил се добија кувањем на пари, умућених жуманаца са шећером у које се на крају додаје путер. Реализација овог фила захтева доста умећа. За разлику од класичног посластичарског крема (фр. crème pâtissière), који је широко распрострањен у интернационалним кухињама и који поред јаја садржи млеко и брашно који убрзавају згушњавање, овај фил, иако сличан, се згушњава споро па његова израда захтева већу прецизност.
Иако је реформ торта изузетно присутна у српској кухињи, тешко је са сигурношћу говорити о пореклу рецепта и назива. Ипак, већина извора доводи у везу назив реформ(а) са социјалистичким реформама у Југославији после Другог светског рата, у оквиру којих су јаја постала много доступнија што је дало могућност за реализацију оваквог рецепта у оквиру скромнијег буџета. Такво порекло назива сугерисало би да је изворно порекло саме торте управо на овим просторима. Каратеристичан фил на пари, од јаја без млека, који чини ову торту јединственом, и карактеристичним за југословенску и "бечку" традицију израде торти. Проблем са овим хипотезом је постојање рецепта за ову торту у куварима из 20-их и 30-их година 20-ог века, као што је "Мој кувар" Спасеније Пате Марковић.